# Mammad Araz
Mammad Araz (en azéri: İbrahimov Məmməd İnfil oğlu -Məmməd Araz, né  le 14 octobre 1933 dans le village Nursu de Nakhtchivan, et mort le 1er décembre 2004 à Bakou) est un traducteur, publiciste et Poète du peuple. Il est père de la publiciste Irada Tuncay et beau -père de l’écrivain-journaliste Aguil Abbas.

## Biographie
Après avoir terminé ses études secondaires, Mammad Araz étudie à l'Institut pédagogique d'Azerbaïdjan. Au cours de ses années, il participe activement aux cours du cercle littéraire dirigés par l'écrivain Ismayil Shikhli. Le poème populaire Brillez, mes lumières est publié en 1952. En 1954, Mammad Araz commence sa carrière comme enseignant dans une école secondaire de son village natal, puis déménage à Bakou et a travaille au bureau de presse principal sous le Conseil des ministres de l'Azerbaïdjan. 

## Parcours professionnel
En 1957, il devient membre de l'Union des écrivains d'Azerbaïdjan. De 1959 à 1961, il suit les cours de littérature supérieure auprès de l'Union des écrivains à Moscou. Plus tard, il est secrétaire exécutif du magazine Ulduz, rédacteur en chef adjoint du journal Adabiyyat ve Indjasanat et de la maison d'édition d'État d'Azerbaïdjan. 
De 1974 à la fin de sa vie, il occupe le poste du rédacteur en chef du magazine Nature de l'Azerbaïdjan. Pendant longtemps, il dirige le département de poésie de l'Union des écrivains. Pour ses services, il reçoit l'Ordre d'Indépendance de la République d'Azerbaïdjan (1995), une médaille et des décrets honorifiques du Présidium du Soviet suprême d'Azerbaïdjan. En 1992 Mammad Araz est Lauréat du Prix national Hadji Zeynalabdin Taghiyev). Le prix Mammad Araz est créé en son nom depuis 1993.

## Mémoire
Le Président de la République d'Azerbaïdjan a signé à deux reprises un ordre visant à perpétuer le nom de Mammad Araz et à apposer une plaque commémorative sur le bâtiment où il vivait. Le 27 septembre 2013, le Président de la République d'Azerbaïdjan Ilham Aliyev a signé un ordre pour célébrer le 80e anniversaire de Mammad Araz.